# 슬로보다우크라이나
슬로보다우크라이나(우크라이나어: Слобiдська Україна, Слобожанщина 슬로비즈카우크라이나, 슬로보잔시나[*], 러시아어: Слободская Украина, Слобожанщина 슬로보츠카야우크라이나, 슬로보잔시나[*])는 우크라이나에 위치한 역사적 지역이다. 현재의 우크라이나 수미주, 하르키우주, 루한스크주, 도네츠크주, 러시아 벨고로드주, 쿠르스크주, 보로네시주에 위치한다.
러시아 차르국 시대였던 16세기부터 17세기 사이에 카자크 군인들이 크림 칸국의 침공을 막기 위한 차원에서 기지를 세우면서 형성되었다. 슬로보다는 "자유"라는 뜻을 갖고 있는데 이는 정착민들이 세금 납부의 의무를 면제받은 데서 유래된 이름이다. 1650년부터 1765년까지 오스트로고시스크, 하르키우, 오흐티르카, 수미, 이줌에 카자크 군단 5개가 들어섰으나 1765년 7월 28일에 러시아 제국의 예카테리나 2세 황제가 카자크 군단과 카자크의 각종 특권을 폐지시키고 '슬로보다우크라이나현'을 설치했다. 1835년에는 하리코프현이 설치되었다.